# Stenotarsus panamanus
Stenotarsus panamanus là một loài bọ cánh cứng trong họ Endomychidae. Loài này được Gorham miêu tả khoa học vào năm 1890.